# Арбога
Арбога (швед. Arboga) је један од великих градова у Шведској, у средишњем делу државе. Град је у оквиру истоименог Вестманландски округа, где је једно до значајанијих насеља. Арбога је истовремено и седиште истоимене општине.

## Природни услови
Град Арбога се налази у средишњем делу Шведске и Скандинавског полуострва. Од главног града државе, Стокхолма, град је удаљен 150 км западно.
Арбога се развила у унутрашњости Скандинавског полуострва, у историјској области Вестманланд. Подручје града је равничарско до бреговито, а надморска висина се креће 10-70 м. Кроз град протиче река Алборгаон, која дели град јужни и северни део.

## Историја
Први помен данашњег насеља везује се за почетак 13. века. Убрзо се ту подиже прва топионица гвожђа, око које се образовало данашње насеље.
У другој половини 19. века, са доласком индустрије и железнице, Арбога доживљава препород. Ово је довело до достизања благостања, које траје и дан-данас.

## Становништво
Арбога је данас град средње величине за шведске услове. Град има око 10.000 становника (податак из 2010. г.), а градско подручје, тј. истоимена општина има око 13.000 становника (податак из 2012. г.). Последњих деценија број становника у граду стагнира.
До средине 20. века Арбогу су насељавали искључиво етнички Швеђани. Међутим, са јачањем усељавања у Шведску, становништво града је постало шароликије, али мање него у случају већих градова у држави.

## Привреда
Данас је Арбога савремени град са посебно развијеном индустријом (посебно везани за производе на бази гвожђа). Последње две деценије посебно се развијају трговина, услуге и туризам.

## Збирка слика
- Стари део Арбоге
- Главна градска црква
- Приобални део Арбоге
- Радно-производна зона града